# Неживой, Алексей Иванович
Алексе́й Ива́нович Неживо́й (Алекс Неживой; укр. Олексій Іванович Неживий, укр. Олекса Неживий; 9 марта 1957, Хитцы, Лубенский район, Полтавская область, УССР, СССР — 17 июня 2019, Полтава, Украина) — украинский писатель, член Национального союза писателей Украины (1997), Полтавского союза литераторов; журналист — ответственный редактор журнала «Бахмутский путь», член Национального союза журналистов Украины; краевед; учёный — доктор филологических наук, кандидат педагогических наук; преподаватель — доцент кафедры украинской литературы Луганского национального университета имени Тараса Шевченко, редактор Вестника Института гринченковедения «Слово и песня Бориса Гринченко».

## Биография
Алексей Неживой родился 9 марта 1957 года в селе Хитцы Лубенского района Полтавской области Украины.
В 1974 году окончил среднюю школу в селе Калайдинцы и поступил на работу механизатором в колхоз «Заря».
С 2 апреля 1975 года начал работать учителем в Хитцовской восьмилетней школе.
С ноября 1975 по ноябрь 1977 годов проходил службу в Советской армии.
После возвращения со службы вернулся к преподаванию украинского языка и литературы в Хитцовской восьмилетней школе.
В это же время заочно обучался на филологическом факультете Харьковского государственного института.
В 1980 году переехал в Луганск.
15 августа 1984 году, после окончанием с отличием украинского отделения филфака Луганского государственного педагогического института имени Тараса Шевченко и остаётся в нём преподавать.
С 1993 по 1997 году работает также преподавателем в Луганском институте внутренних дел МВД Украины.
В 1994 году защищает кандидатскую диссертацию на тему «Педагогическое наследие Бориса Гринченко».
С 1994 по 1996 годов был редактором Весника института гринченковедения «Слово и песня Бориса Гринченка».
В 1997 году становится членом Национального союза писателей Украины и доцентом кафедры украинской литературы Луганского государственного педагогического института имени Тараса Шевченко.
С 1999 по 2004 годы — глава Луганской областной организации Национального союза писателей Украины.
27 февраля 2013 года в Львовском национальном университете имени Ивана Франко защитил первую на Украине докторскую диссертацию по специальности 10.01.09 — литературное источниковедение и текстология, на тему «Научная биография и творческое наследство Григора Тютюнника: источниковедческая и текстологическая проблематика».

## Творчество
Алексей Неживой — автор более 385 научных трудов и более 500 научно-популярных публикаций по литературоведению, истории педагогики Украины, фольклористике и методике преподавания украинского языка и литературы.
Им выпущен ряд отдельных изданий — «Григор Тютюнник и Луганщина» (1989), «Луганщина литературная» (1993), «Для родного слова» (1994), «От слова к песне» (1996), «Освящённые Шевченковским именем» (1998), «Родственные творчеством» (1998), «Борис Гринченко: часовой родного слова» (2007).
Алексей Неживой — автор учебников по литературе родного края для 9-х, 10-х классов (2001) и 11 класса (2002).
Им упорядочены и подготовлены к печати книги: «Юрий Ененко — талант человечности: Воспоминания современников» (1999), Борис Гринченко «Князь Игорь» (2000), Иван Билогуб «Некролог» (2000), «… Чтобы было слово и свет. Переписка Григория Тютюнника» (2004), «Григорий Тютюнник: „Образ Украины издавна и поныне“. Дневники, записные книжки» (2005), «Голод 1933 года на Луганщине» (2006), Надежда Светличная «Сочинения» (2006), Иван Светличный и Надежда Светличная «С живущего племени Дон Кихота» (2008, в соавторстве с М. Коцюбинской).
Алексей Иванович автор литературно-краеведческого очерка «Григор Тютюнник и Луганщина» (1989), книги литературоведческих и педагогических статей «От слова — к песне» (1996), исследования «Для родного слова. Творческое наследие Бориса Гринченко и проблемы национального воспитания» (1994), учебного пособия «Дидактический материал по народоведения на уроках украинского языка» (1993, 1995, в соавторстве с В. Д. Ужченком).
Алексей Неживой автор более 700 публикаций в периодической печати, выступлений на радио и телевидении.
Его статьи печатались в журналах «Двоеслов», «Родная школа», «Слово и время», «Украина», «Березиль», «Отечество», «Киев», «Начальная школа», «Донбасс», «Педагогика и психология», «Родной край», «Образование на Луганщине», «Образование Донбасса», «Бахмутский путь» и других.

## Награды и премии
Алексей Иванович Неживой лауреат Луганской областной премии им. «Молодой гвардии», Всеукраинской премии имени Ивана Огиенко, премии НСП Украины «Благовест», Всеукраинской премии им. Б. Гринченко, Д. Нитченко, Донецкой областной премии им. Сосюры, Лубенского городского премии им. В.Малика, премии им. Пантелеймона Кулиша национального конкурса «Украинский язык — язык единения».
Неживой награждён знаками Министерства образования и науки Украины «Отличник образования Украины», «Василий Сухомлинский», Почётным знаком отличия Национального союза писателей Украины, медалью «Строитель Украины» Всеукраинского общества «Просвита» им. Тараса Шевченко.